# Părovți, Veliko Tărnovo
Părovți (în bulgară Пъровци) este un sat în comuna Veliko Tărnovo, regiunea Veliko Tărnovo,  Bulgaria. 

## Demografie
Componența etnică a satului Părovți
     Bulgari (100%)
     Nicio identificare (0%)
     Altele (0%)
La recensământul din 2011, populația satului Părovți era de 6 locuitori. Din punct de vedere etnic, toți locuitorii erau bulgari.